# Ostiglia
Ostiglia er en italiensk by i Lombardiet i Mantova-provinsen. Byen har 6.628 (2023) indbyggere og er beliggende på Po's nordlige bred. Byen ligger på jernbanen mellem Verona og Bologna og har regionalbanestation. Der er vej- og jernbaneforbindelse over Po. I december 2008 er åbnet en ny jernbanebro umiddelbart øst for byen, der bl.a. skal sikre en hurtigere toggang på den trafikerede jernbanelinie mellem Verona og Bologna.
Byen har et gammelt centrum med arkadegader og byport. Langs Po er der bygget et højt dige til beskyttelse mod oversvømmelser. Umiddelbart øst for Ostiglia ligger i Po den lille ø, Isola Boschina, der er naturreservat.

## Billedgalleri
- Piazza Matteotti
- Via Trento e Trieste
- Byport
- Byport
- Via Trento e Trieste
- Banegården
- Banegården
- Isola Boschina